# Jonathan Gledhill
Jonathan Michael Gledhill, né le 14 février 1949 à Windsor et mort le 1er novembre 2021, est un ecclésiastique anglican britannique. Il est évêque de Southampton de 1996 à 2003 et de Lichfield de 2003 à 2015.

## Jeunesse
Jonathan Gledhill fait ses études à l'université de Keele et à celle de Bristol. Il suit une formation pour le ministère au Trinity College de Bristol. En 2007, il reçoit un doctorat honorifique de l'université Keele en reconnaissance de sa « contribution exceptionnelle à l'Église, au peuple et au comté de Staffordshire ».

## Ministère ordonné
De 1975 à 1978, Gledhill est curé à All Saints' à Marple, dans le diocèse de Chester, et de 1978 à 1983, il est prêtre en charge de St George's à Folkestone. De 1983 à 1996, il est vicaire à St Mary Bredinà Cantorbéry et tuteur à la Canterbury School of Ministry. De 1988 à 1994, il est également doyen rural de Cantorbéry et de 1992 à 1996 chanoine honoraire de la cathédrale de Cantorbéry.
De 1995 à 1998, Gledhill est membre du Synode général. De 1996 à 2003, il est évêque suffragant de Southampton. À partir de 1997, il préside le Conseil international de coordination anglican-vieil-catholique et est président du conseil d'administration du Collège national des évangélistes.
Gledhill est nommé évêque de Lichfield et est intronisé dans la cathédrale de Lichfield le 15 novembre 2003. Il prend sa retraite le 30 septembre 2015 puis retourne à Cantorbéry où il vit et a la permission d'officier dans ce diocèse.

## Vie personnelle
L'épouse de Gledhill, Jane, est professeur d'université et lectrice laïque.
Il annonce qu'il souffre de la maladie de Parkinson, peu de temps avant sa retraite du ministère en 2015. Gledhill est décédé le 1er novembre 2021, à l'âge de 72 ans.